# Trolleybus de Milan
Le réseau de trolleybus de Milan compte en 2012 quatre lignes desservant la ville de Milan en Italie.

## Réseau actuel

### Aperçu général
- 90 Viale Isonzo - Lotto M1 - Viale Isonzo;
- 91 Viale Isonzo - Lotto M1 - Viale Isonzo;
- 92 Viale Isonzo - Bovisa FN;
- 93 Viale Omero - Lambrate M2.

### Matériel roulant
- 70 Socimi 2470 (n 901-970), une grande partie a été vendue;
- 33 Socimi (n 100-132);
- 33 Bredabus (n 200-232);
- 8 Autodromo BusOtto  (n 300-307);
- 10 Irisbus Cristalis (n 400-409);
- 30 Van Hool NewAG300T (n 700-729).

| Tableau récapitulatif | Tableau récapitulatif | Tableau récapitulatif | Tableau récapitulatif | Tableau récapitulatif | Tableau récapitulatif | Tableau récapitulatif                                                   |
| Illustration          | Modèle                | Série                 | Nombre                | Numéros de parc       | Mise en service       | Observations - Particularités                                           |
| --------------------- | --------------------- | --------------------- | --------------------- | --------------------- | --------------------- | ----------------------------------------------------------------------- |
|                       | ETB18                 | 400                   | 10                    | 400 à 409             | 2005                  | Lignes 90/91 (circulaires), et en renforcement sur les lignes 92 et 93. |
|                       | NewAG300T 4 portes    | 700                   | 30                    | 700 à 729             | 2009                  |                                                                         |